# The Beth Sholom Men’s Choir
The Beth Sholom Men’s Choir – męski chór żydowski z Beth Sholom Congregation of Elkins Park w Pensylwanii.
Chór wykonuje zarówno tradycyjne utwory żydowskie, muzykę folkową, szabatowe pieśni liturgiczne, ale także muzykę amerykańską. 
W 2007 roku chór w trakcie trasy koncertowej po Europie dał koncert w Muzeum Galicja Krakowie (2 lipca) oraz w synagodze im. Małżonków Nożyków w Warszawie (4 lipca).